# Black Bazar
Black Bazar est un roman d'Alain Mabanckou publié le 8 janvier 2009 aux éditions du Seuil. Il a eu un succès de librairie et de la critique, a été finaliste du Grand prix RTL-Lire 2009, mais n'a décroché aucune distinction, contrairement aux derniers romans du Franco-congolais résidant en Californie. Black Bazar a été traduit dans une quinzaine de langues et adapté au théâtre au Lavoir moderne parisien, au Festival d'Avignon, et au Los Angeles Theatre Center (en). 

## Résumé
Le narrateur, surnommé par ses comparses Fessologue, nous livre sa vie de façon abrupte, une vie ordinaire de sapeur congolais, ayant fui son pays natal, le Congo, le petit Congo, le Congo-Brazzaville, habitant Château-Rouge, quartier du 18e arrondissement de Paris, mais c'est l'histoire de la vie ordinaire faite de jalousies, de haines, de médiocrité, de douleurs. 
On partage son quotidien miteux, son appartement dont on sent l'odeur, l’exiguïté, son obscurité. Le regard qu'il porte sur les femmes passe d'abord par leur face B, leurs fesses. Un jour, il conquiert la femme à la face B la plus expressive qu'il connaisse, mais celle-ci, surnommée "Couleur d'origine", qu'il a longtemps pensé être sa compagne, qu'il aime, fuit avec leur fille pour rejoindre un autre, qu'il nomme L'Hybride.
On accompagne le bonhomme dans ses tribulations en ville, au marché Dejean, ses réflexions, son regard sur le monde, sur la négritude, on passe du temps avec lui, au Jip's, le café où il passe du temps à descendre des Pelforth, on écoute l'Arabe du coin louer son frère africain, le convaincre de mener le combat pour l'unité d'une Afrique forte, derrière le guide spirituel Mouammar Kadhafi. 
La rencontre avec Louis-Philippe, écrivain haïtien, va lui donner l'envie d'écrire, il va commencer doucement à s'ouvrir à l'art, il va s'acheter une machine à écrire et s'adonner, à la maison, dans les parcs, quand Couleur d'origine le pousse dehors, à sa nouvelle passion. 
Enfin, sa rencontre avec Sarah, peintre franco-belge, va lui permettre de s'ouvrir pleinement à toutes les littératures, en plus de celles d'Amérique latine que lui proposait Louis-Philippe et s'accomplir en tant qu'homme par le biais de son nouveau métier, écrivain. Mais c'est là que le bât blesse, la chute du roman est trop abrupte. Difficile en effet d'imaginer "Fessologue" avec cette artiste blanche dont le seul exotisme est d'être moitié belge…
Après l'avoir modelé à son image, pour que "Fessologue" fasse moins "tache" dans les dîners en ville, Sarah lui murmure à l'oreille : "j'attendais que tu finisses ton livre pour te le dire: j'aimerais que tu viennes habiter avec moi…"

## Éditions
- Black Bazar, éditions du Seuil, 2009,  (ISBN 9782020973373)
- Black Bazar, édition de poche, Points, 2010,  (ISBN 275781639X)
- Black Bazar, livre audio, lu par le comédien français Paul Borne, Audiolib, 2009,  (ISBN 2356410724)